# Omocestus harzi
Omocestus harzi är en insektsart som beskrevs av Nadig 1988. Omocestus harzi ingår i släktet Omocestus och familjen gräshoppor. Inga underarter finns listade i Catalogue of Life.